# Ismaila Jagne
 Ismaila Jagne  (* 1. Oktober 1984 in Serekunda) ist ein gambischer Fußballspieler.

## Karriere
Jagne spielte im Jugendteam des RSC Anderlecht, seine Karriere im Seniorenbereich begann in Finnland bei Tervarit Oulu, wo er drei Spielzeiten blieb. 2006 unterzeichnete er einen Vertrag beim Verein KF Trepça im Kosovo, bevor er nach Albanien wechselte. Dort spielte er für die Vereine KS Teuta Durrës, KF Skënderbeu Korça, KF Turbina Cërrik und KS Naftëtari Kuçovë. In der Saison 2009/10 spielte er für Omayya SC in Syrien.